# John Seymour
John Seymour (* 12. Juni 1914 in London; † 14. September 2004 in County Wexford, Irland) war ein britischer Farmer und Autor. Durch seine Bücher und Kurse gilt er als Pionier einer modernen Selbstversorgung.

## Leben
John Seymour machte in England einige Schulwechsel durch und kam schließlich in der Schweiz auf ein Internat. Später begann er auf dem College Agrarwissenschaft zu studieren. Nach der Arbeit auf verschiedenen Bauernhöfen zog er mit 20 Jahren nach Afrika, um dort auf Farmen zu arbeiten und zu reisen. Unter anderem arbeitete er auch in einem Kupferbergwerk und als Tierarzt im Busch. Im Zweiten Weltkrieg diente er in Nordafrika und Asien.

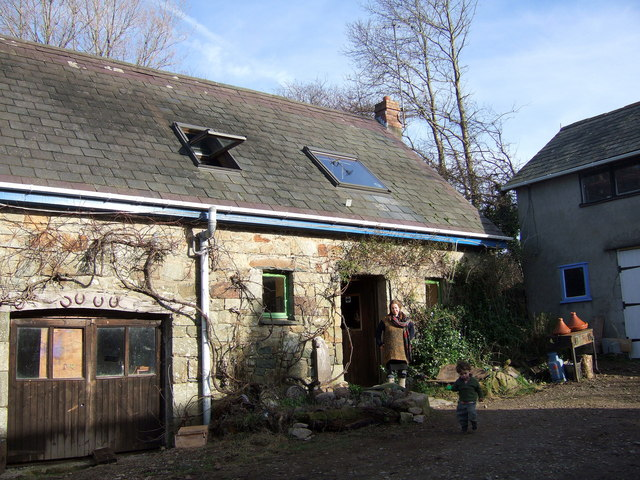
Farm Fachongle Isaf, in den 1970er Jahren Wohnort von John Seymour

Nach Kriegsende kehrte John Seymour zunächst nach England zurück. Nach einem Reportage-Auftrag für die BBC in Indien ging er wieder nach Afrika. Nach der Geburt seines zweiten Kindes zog er mit seiner Familie 1957 in eine alte abgelegene Farm und sie begannen, ausschließlich von ihren eigenen Erzeugnissen zu leben.
Nach einigen Jahren zogen die Seymours nach Wales auf die Farm Fachongle Isaf. Dort schrieb John Seymour Bücher, die vor allem in den 70er Jahren sehr erfolgreich waren. Werke wie Das große Buch vom Leben auf dem Lande und Selbstversorgung aus dem Garten propagierten das Ideal eines nachhaltigen Lebens und sprachen vor allem eine zivilisationsmüde Leserschaft in den Industriestaaten an. In seinen Büchern beschrieb John Seymour in für Laien verständlicher Form, wie man sowohl ein kleines Grundstück oder einen großen Hof so nutzt, dass ein möglichst geschlossener und gesunder natürlicher Kreislauf entsteht. Er vertrat in seinen Büchern Standpunkte der Wiederverwertung und Nachhaltigkeit als Lebensweise mit Verzicht auf Monokulturen oder Überproduktionen einzelner Lebensmittel. Seymour befürwortete Tauschkultur und Kooperation innerhalb der Nachbarschaft für ein stabiles System im Einklang mit der Natur.
1981 überließ das Ehepaar den Hof seinen Kindern und zog nach Irland, wo Seymour weitere Bücher schrieb, darunter den Roman Die Lerchen singen so schön. Seine Bücher wurden in mehrere Sprachen übersetzt und erfahren wiederholt Neuauflagen.

“He was a one-man rebellion against modernism, and his absence will be felt by millions of readers the world over.”

„Er war ein Ein-Mann-Aufruhr gegen die Moderne, und seine Abwesenheit werden Millionen von Lesern auf der ganzen Welt spüren.“

## Schriften
- Das grosse Buch vom Leben auf dem Lande: ein praktisches Handbuch für Realisten und Träumer. Maier, Ravensburg 1978, ISBN 3-473-42616-4. (Originaltitel: The complete book of self-sufficiency. übersetzt von Irmgard Kneissler)
- Wir ziehen hinaus aufs Land. Ehrenwirth, München 1979, ISBN 3-431-02188-3. (übersetzt von Inge Riedel; illustriert von Sally Seymour und Karlheinz Gross; Original gesondert erschienen als: The Fat of The Land und I'm a Stranger Here Myself.)
- Friedliches Land. Grünes Leben. (= Ravenburger Freizeit-Taschenbücher. Band 76). Maier, Ravensburg 1980, ISBN 3-473-43076-5. (übersetzt von Angelika Feilhauer)
- mit Herbert Girardet: Fern vom Garten Eden. Die Geschichte des Bodens. Kultivierung Zerstörung Rettung. 1985, ISBN 3-8105-1810-7.
- Vergessene Haushaltstechniken. 2. Auflage. Urania Verlag, Stuttgart 1999, ISBN 3-332-01058-1.
- Vergessene Künste. Sonderausgabe. Bilder vom alten Handwerk. 5. Auflage. Urania Verlag, Stuttgart 2001, ISBN 3-332-00707-6.
- Das große Buch vom Leben auf dem Lande. 1999, ISBN 3-332-01060-3.
- Das neue Buch vom Leben auf dem Lande. Urania 2004, ISBN 3-332-01474-9. (Dorling Kindersley, 2010, ISBN 978-3-8310-1577-1)[1]
- Selbstversorgung aus dem Garten. 1999, ISBN 3-332-01059-X.
- Die Lerchen singen so schön. 1982, ISBN 3-453-30813-1. (Originaltitel: The larks they sang melodious)
- mit Herbert Girardet: Gebrauchsanweisung für eine gesunde Welt. Die letzte Chance für ein lebenswertes Leben. Wilhelm Heyne Verlag, München 1987, ISBN 3-453-00546-5. (ins Deutsche übertragen von Matthias Wolf und Marcus Würmli; Illustriert von Ian Penny; Originalausgabe: Blueprint for a green planet. Verlag Dorling Kindersley, London 1987)
- Im Nutzgarten arbeiten. (= Ravensburger Freizeit-Taschenbücher. Band 86). Maier Ravensburg, 1978, ISBN 3-473-43086-2.
- Das Gartenbuch für Kinder. Wie jeder sein Gemüse selbst anbauen kann. Lentz, München 1981, ISBN 3-88010-081-0. (übersetzt von Ilse Neunzig; mit Illustrationen von Jörg Drühl)
- Und dachten, sie wären die Herren. Der Mensch und die Einheit der Natur. dtv, 1983, ISBN 3-423-10282-9.